# کارلس مارتینس نوول
کارلس مارتینس نوول (اسپانیایی: Carles Martínez Novell‎؛ زادهٔ ۱۸ مهٔ ۱۹۸۴) بازیکن سابق و مربی فوتبال اهل اسپانیا است.